# بخش مرکزی شهرستان زرقان
بخش مرکزی، یکی از بخش‌های شهرستان زرقان در استان فارس ایران است. مرکز این بخش، شهر زرقان است.

## تقسیمات کشوری
- بخش مرکزی شهرستان زرقان
  - دهستان بندامیر
  - دهستان زرقان

شهرها: زرقان و لپویی

## جمعیت
بر پایه سرشماری عمومی نفوس و مسکن در سال ۱۳۹۵، جمعیت بخش مرکزی شهرستان زرقان برابر با ۴۸٬۲۶۹ نفر بوده است.